# Bruno Mendonça
Bruno Mendonça Silva (ur. 4 kwietnia 1985) – brazylijski judoka. Olimpijczyk z Londynu 2012, gdzie zajął ósme miejsce w wadze lekkiej.
Uczestnik mistrzostw świata w 2010, 2011 i 2013, a także drugi w drużynie w 2010 i 2012. Startował w Pucharze Świata w 2010, 2011, 2013 i 2014. Triumfator igrzysk panamerykańskich w 2011. Brązowy medalista igrzysk Ameryki Południowej w 2010, a także drugi w drużynie. Zdobył cztery medale mistrzostw panamerykańskich w latach 2010 - 2013. Trzeci na igrzyskach wojskowych w 2011 roku. 

## Letnie Igrzyska Olimpijskie 2012
| Konkurencja | Eliminacje                 | Eliminacje         | Klas. końcowa |
| Konkurencja | Przeciwnik I               | 1/4                | Miejsce       |
| ----------- | -------------------------- | ------------------ | ------------- |
| 73 kg       | Fred Yannick Uwase (RWA) Z | Dex Elmont (NED) P | 8.            |